# Olympische Sommerspiele 1920/Teilnehmer (Ägypten)
| Gelbes Symbol für Goldmedaillen mit stilisierten Olympischen Ringen | Graues Symbol für Silbermedaillen mit stilisierten Olympischen Ringen | Braundes Symbol für Bronzemedaillen mit stilisierten Olympischen Ringen |
| ------------------------------------------------------------------- | --------------------------------------------------------------------- | ----------------------------------------------------------------------- |
| —                                                                   | —                                                                     | —                                                                       |

Ägypten nahm bei den VII. Olympischen Sommerspielen 1920 in Antwerpen zum zweiten Mal an Sommerspielen teil. Zu den Wettkämpfen entsandte das britische Protektorat eine Delegation von 18 Athleten, die in sechs Sportarten an den Start gingen.

## Teilnehmer nach Sportarten

### Fechten
- Ahmed Mohamed Hassanein
Männer, Florett, Einzel →
Männer, Degen, Einzel →

### Gewichtheben
- Hamad Samy
Männer, Mittelgewicht → ausgeschieden

### Fußball
- Ägyptische Fußballnationalmannschaft → ausgeschieden in der Vorrunde
Sayed Abaza
Tewfik Abdullah
Hassan Ali Allouba
Abdel Salam Hamdy
Ali El-Hassani
Hussein Hegazi
Gamil Osman
Zaki Osman
Mohamed El-Sayed
Riad Shawki
Kamel Taha
Mohamed Gabr (Ersatzspieler)
Khalil Hosni (Ersatzspieler)
Mahmoud S. Mokhtar (Ersatzspieler)
Abbas Safwat (Ersatzspieler)

### Leichtathletik
- Ahmed Abbas Khairy
Männer, 100 m → ausgeschieden als Vierter im Vorlauf
Männer, 400 m → ausgeschieden als Vierter im Vorlauf
- Abdul Ali Maghoub
Männer, 5000 m → ausgeschieden als Neunter im Vorlauf

### Ringen
- Ahmed Rahmy
Männer, Leichtgewicht, griechisch-römischer Stil: ausgeschieden
Männer, Mittelgewicht, freier Stil → 9.

### Turnen
- Ahmed Amin Tabouzada
Männer, Mehrkampf, Einzel → 25.
- Kabil Mahmoud
Männer, Mehrkampf, Einzel → 24.